# Меморіал жертвам комуністичного режиму у Болгарії
Меморіал жертвам комуністичного режиму — національна пам'ятка у Софії на площі Болгарії. Є комплексом споруд (меморіальна стіна, пам'ятний хрест і каплиця). Побудований у 1997-99 роки.
Пам'ятник присвячений пам'яті всіх жертв Болгарської комуністичної партії з моменту її створення у 1919 році й до усунення Тодора Живкова від влади у 1989 році. До жертв комунізму відносять постраждалих від терористичних актів (16 квітня 1925 року та ін.), ув'язнених у трудові табори, насильно переселених осіб.
Пам'ятник був збудований між 1997 та 1999 роками спеціально заснованим Фондом зведення Меморіалу жертв комунізму (102 засновники). Будівництво фінансувалося коштами від приватних пожертвувань. На конкурсі проєктів меморіалу з 15 запропонованих робіт перемогла концепція архітекторів Атанаса Тодорова та Димитира Кристева. Меморіал відкрито й освітлено митрополитом Софійським Інокентієм 11 вересня 1999.
Меморіал розташований у східній частині парку перед Національним палацом культури у Софії. Він складається з трьох елементів:
- меморіальна стіна завдовжки 58 м, облицьована чорним полірованим гранітом, на якій написані імена 7526 загиблих,
- християнський пам'ятний хрест, вкопаний у землю перед центральною частиною меморіальної стіни
- невелика православна каплиця «Всіх болгарських мучеників» з мозаїкою за ескізами Асена Гіцова.

Меморіал у Софії не єдиний такий пам'ятник у Болгарії. У Варні 2001 року було відкрито пам'ятник жертвам комунізму у вигляді стовпа з хрестом. Біля обох меморіалів проводять зустрічі профільні організації та родичі загиблих у день пам'яті жертв комуністичного режиму 1 лютого; цього дня 1945 року за вироком Народного суду були страчені регенти неповнолітнього царя, 22 міністри, депутати парламенту (з 2011 року — офіційний пам'ятний день Республіки Болгарія).
У січні 2019 року на меморіальній стіні комплексу невстановлені особи залишили намальовану чорною фарбою свастику.

## Галерея

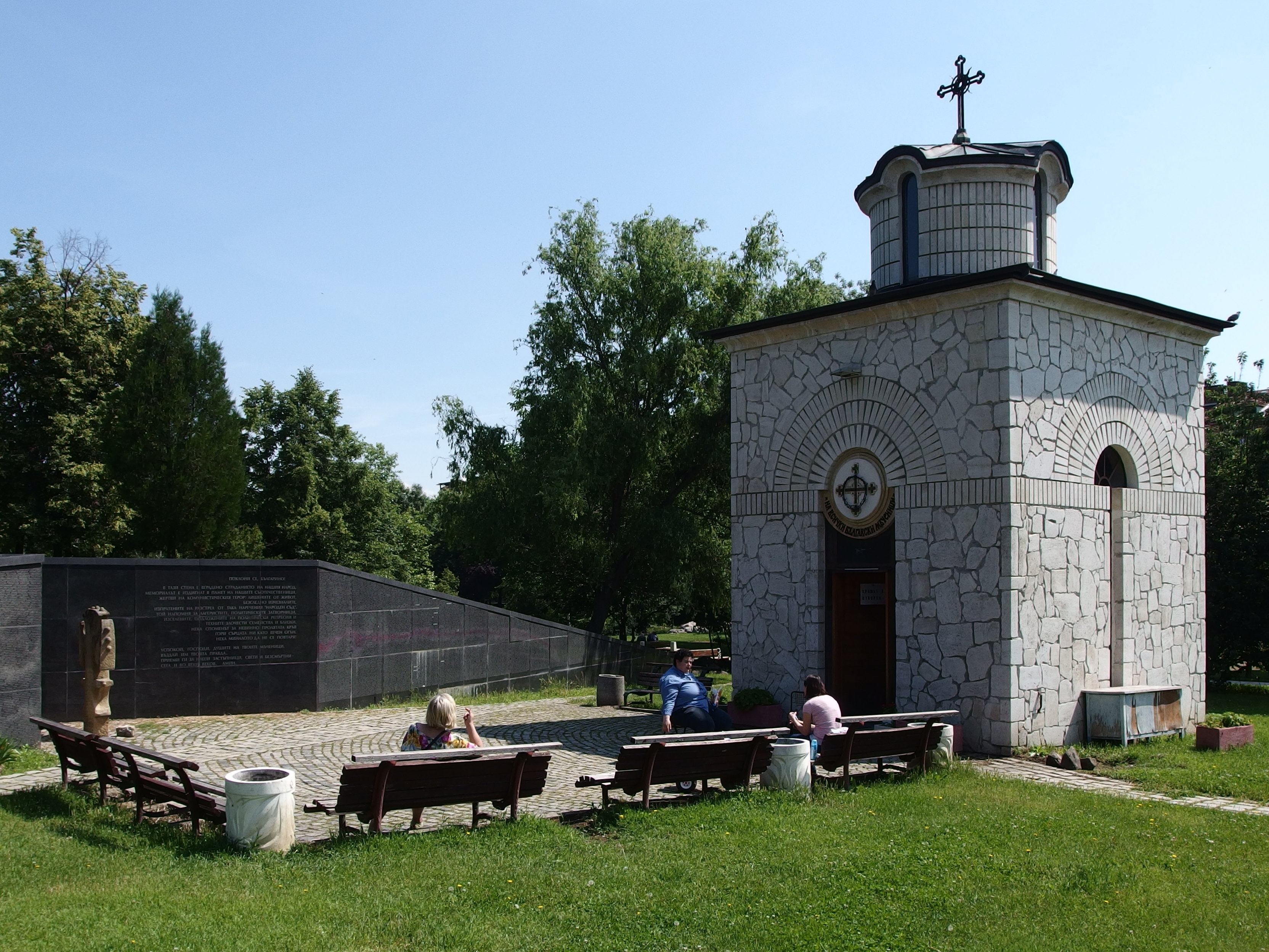
Загальний вид на каплицю, частина меморіальної стіни та пам'ятний хрест
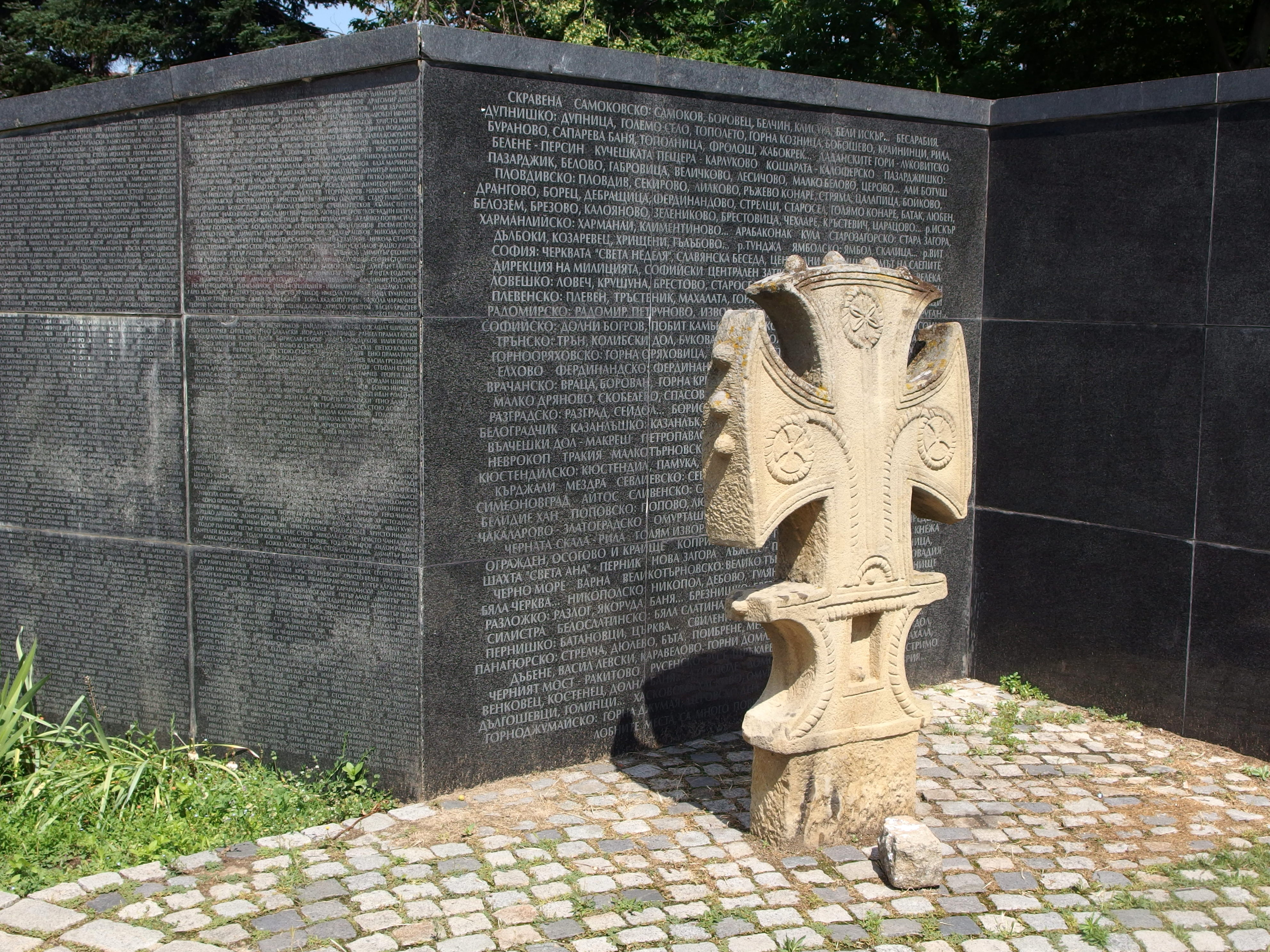
Пам'ятний хрест та частина меморіальної стіни
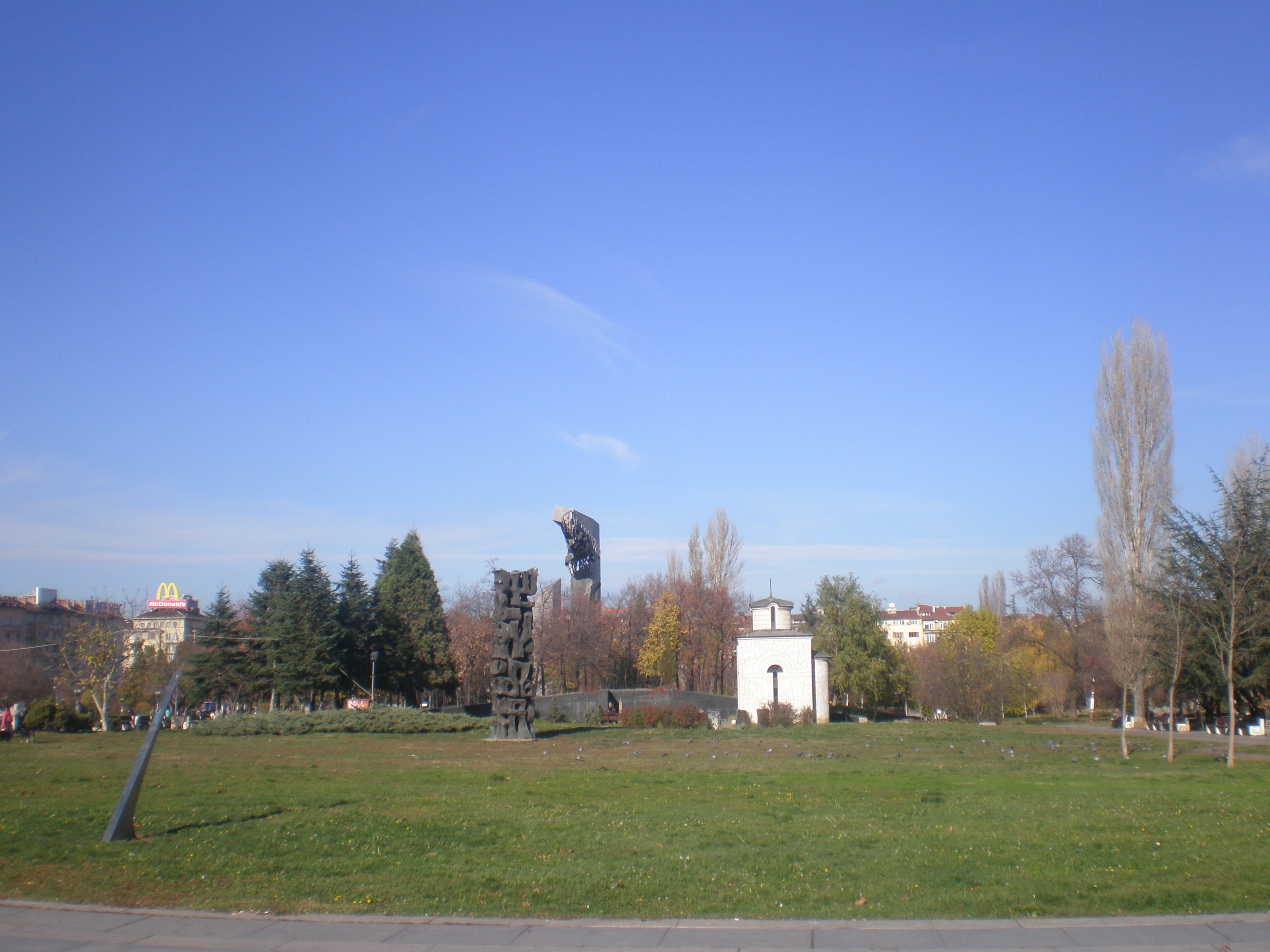
Вигляд здалеку